# Shūgiin-Wahl 1993
- KPJ: 15
- SPJ: 70
- DSP: 15
- Kōmeitō: 51
- Nisshin: 35
- Shinsei: 55
- Sonst.: 17
- Unabh.: 30
- LDP: 223

Die Shūgiin-Wahl 1993 war die 40. Wahl zum Shūgiin, dem japanischen Unterhaus, und fand am 18. Juli 1993 statt.
In einem „Boom neuer Parteien“ (jap. 新党ブーム, shintō būmu) verließen immer mehr Politiker die skandalgeschüttelte Liberaldemokratische Partei (LDP). Im Jahr zuvor hatte die Neue Japan-Partei einen Achtungserfolg bei der Oberhauswahl 1992 erzielt und arbeitete nun mit Sozialistischer Partei, Kōmeitō und Sozialdemokratischem Bund in der Opposition zusammen. Nachdem die Hata-Ozawa-Faktion von Tsutomu Hata und Ichirō Ozawa (die spätere Erneuerungspartei) ihre Kooperation zugesagt hatte, gelang am 18. Juni ein Misstrauensvotum gegen Premierminister Miyazawa Kiichi und sein Kabinett mit 255 zu 220 Stimmen. Das Shūgiin wurde aufgelöst und Neuwahlen ausgerufen.
Im Dezember 1992 war eine Wahlkreisreform (nun: 8 Zweier-, 39 Dreier-, 34 Vierer-, 45 Fünfer und 2 Sechserwahlkreise) und eine Verkleinerung des Shūgiin um einen Sitz beschlossen worden. Die Wahl 1993 war die letzte Shūgiin-Wahl, bei der die einfache nicht-übertragbare Stimme in Mehrpersonenwahlkreisen zur Anwendung kam; 1994 beschloss die Anti-LDP-Koalition die Wahlrechtsreform, die den Übergang zu einem Grabenwahlsystem aus einfacher Mehrheitswahl in Einzelwahlkreisen und Verhältniswahl markierte.
Die Wahlbeteiligung betrug 67,26 %.
| Partei/Faktion              | Partei/Faktion                     | Stimmen    | Anteil  | Sitze | Änderung         | Änderung                         |
| --------------------------- | ---------------------------------- | ---------- | ------- | ----- | ---------------- | -------------------------------- |
| Partei/Faktion              | Partei/Faktion                     | Stimmen    | Anteil  | Sitze | zur letzten Wahl | zur Zusammensetzung vor der Wahl |
|                             | Liberaldemokratische Partei        | 22.999.646 | 36,6 %  | 223   | −52              | +1                               |
| Mitsuzuka-Faktion           | Mitsuzuka-Faktion                  |            |         | 56    | −5               |                                  |
| Miyazawa-Faktion            | Miyazawa-Faktion                   |            |         | 55    | −7               |                                  |
| Watanabe-Faktion            | Watanabe-Faktion                   |            |         | 52    | +4               |                                  |
| Obuchi-Faktion              | Obuchi-Faktion                     |            |         | 29    | (−40)            |                                  |
| Kōmoto-Faktion              | Kōmoto-Faktion                     |            |         | 21    | −5               |                                  |
| Katō-Faktion (Mutsuki Katō) | Katō-Faktion (Mutsuki Katō)        |            |         | 6     | (+6)             |                                  |
| ohne Faktion                | ohne Faktion                       |            |         | 11    | (−9)             |                                  |
|                             | Oppositionsparteien                |            |         | 258   | +42              | −3                               |
|                             | Sozialistische Partei Japans       | 9.687.588  | 15,4 %  | 70    | −66              | −66                              |
|                             | Erneuerungspartei                  | 6.341.364  | 10,1 %  | 55    | (+55)            | +19                              |
|                             | Kōmeitō                            | 5.114.351  | 8,1 %   | 51    | +6               | +6                               |
|                             | Neue Japan-Partei                  | 5.053.981  | 8,0 %   | 35    | (+35)            | +35                              |
|                             | Demokratisch-Sozialistische Partei | 2.205.682  | 3,5 %   | 15    | +1               | +1                               |
|                             | Neue Partei Sakigake               | 1.658.097  | 2,6 %   | 13    | (+13)            | +3                               |
|                             | Sozialdemokratischer Bund          | 461.169    | 0,7 %   | 4     | ±0               | ±0                               |
|                             | Kommunistische Partei Japans       | 4.834.537  | 7,7 %   | 15    | −1               | −1                               |
|                             | Sonstige                           | 143.486    | 0,2 %   | 0     | (−1)             | ±0                               |
|                             | Unabhängige                        | 4.304.189  | 6,9 %   | 30    | +9               | +1                               |
| Summe                       | Summe                              | 62.804.144 | 100,0 % | 511   | −1               | −1                               |

## Auswirkungen
Der Verlust der absoluten Mehrheit der LDP wurde bestätigt und sie war auch mit Hilfe von unabhängigen Abgeordneten nicht mehr in der Lage, das Shūgiin zu kontrollieren. Keine der Oppositionsparteien, die den Wahlkampf als Aufbruch zur „politischen Reform“ (政治改革, seiji kaikaku) geführt hatten, war bereit mit der LDP zusammenzuarbeiten. Nach Koalitionsverhandlungen aller Parteien außer der LDP und den Kommunisten wurde Morihiro Hosokawa zum Premierminister gewählt. Damit wechselte zum vierten Mal unter der Nachkriegsverfassung – nach 1947, 1976 und 1980 – der Premierminister anlässlich von Shūgiin-Wahlen. Hosokawas Koalitionskabinett, das die erste Regierung ohne Beteiligung der LDP seit deren Gründung 1955 war, zerbrach nach weniger als einem Jahr an inneren Streitigkeiten über die Wahlrechtsreform und den Haushalt.